# Ha Ji-won
Jeon Hae-rim (en hangul, 전해림) (Seúl, 28 de junio de 1978), más conocida por su nombre artístico Ha Ji-won (하지원) es una actriz surcoreana que alcanzó la fama por su aparición en los dramas históricos Damo (2003), Hwang Jini (2006), Empress Ki (2013), en el melodrama Balli-eseo Saenggin Il, en la comedia romántica Jardín secreto (2010) y en el drama médico Hospital ship (2017).
Ha Ji-won ha actuado en muchas películas y series de televisión convirtiéndose en una de las actrices coreanas más buscadas y aclamadas por el público por su versatilidad en la interpretación de varios géneros como terror, comedia, drama y acción.

## Biografía
Su padre murió de un ataque al corazón el 2 de enero del 2016. 
Tiene dos hermanas y un hermano menor, el actor surcoreano Jun Tae-soo (quien se quitó la vida en enero de 2018).
Estudió en la Universidad Dankook.

## Carrera

### Cine y televisión
Es una de las principales actrices del cine coreano y destaca por su versatilidad en la interpretación de varios géneros como comedia, drama y acción (incluso en películas de artes marciales). 
Comenzó su carrera como actriz de reparto en producciones televisivas. En 2002, obtuvo su primer papel importante en la película de terror Phone, por el cual fue nominada a mejor actriz en los Premios del Cine Blue Dragon. Desde entonces, ha participado en películas como Sex is Zero, Fortune, 100 días con el Sr. Arrogante y más recientemente Manhunt. Protagonizó la película Haeundae y participó en la serie Balli-eseo Saenggin Il a principios de 2004, coprotagonizada por Zo In-sung y So Ji-sub. En la que interpretó a la guía turística Lee Soo-jeong y por la que ganó un Premio Baek Sang como Mejor Actriz.
En 2010, interpretó a Gil Ra Im en el drama de fantasía Jardín secreto, junto a Hyun Bin. 
En 2011, actuó en Sector 7, primera película IMAX 3D de Corea del Sur, que batió récords en taquilla desde su estreno el 4 de agosto. El 28 de octubre, junto con Kim Hyun Joong de SS501, fue maestra de ceremonias en el concierto de Super K-Pop 2011 celebrado en la playa de Gwangalli en Busan, transmitido por la SBS, el 6 de noviembre. 
En 2012, interpretó el papel de Kim Hang Ah, una funcionaria instructora de las fuerzas especiales norcoreanas en la serie de televisión The King 2 Hearts, coprotagonizada por Lee Seung Gi. También protagonizó la película As One, junto a Bae Doona, con el papel de la jugadora de tenis de mesa Hyun Jung-hwa. La película se basa en un hecho real: la creación de un equipo unificado de Corea del Norte y Corea del Sur para participar en los Campeonatos Mundiales de Tenis de Mesa de 1991.
En 2013 interpretó a Ki Seung-Nyang en la serie de televisión Empress Ki, junto a Ji Chang wook y Ju Jin mo.
El 29 de noviembre de 2019 se unió al elenco principal de la serie Chocolate, donde dio vida a la chef Moon Cha-yeong, hasta el final de la serie el 18 de enero de 2020.
En marzo de 2020 se anunció que se había unido al elenco principal de la película Bi Gwang, donde interpretará a Nam Mi, una mujer que solía ser una de las principales estrellas en el pasado, pero que ahora ha caído para convertirse en un artista que trabaja para ganarse la vida.

### Otros
En 2003, lanzó un álbum titulado "Home Run ".
En noviembre de 2012 lanzó su primer libro "At this Moment" en el que cuenta cómo se convirtió en actriz y revela detalles de su pasado como una niña pasiva e insegura que soñaba con ser actriz y cómo lo consiguió después superar muchos retos.

## Filmografía

### Películas
| Año   | Título                        | Papel                | Ref.          |
| ----- | ----------------------------- | -------------------- | ------------- |
| 2000  | Truth Game                    | Han Da Hye           |               |
| 2000  | Nightmare                     | Eun Joo / Kyung Ah   |               |
| 2000  | Ditto                         | Seo Hyun Ji          |               |
| 2002  | Phone                         | Seo Ji Won           |               |
| 2002  | Sex Is Zero                   | Eun Hyo              |               |
| 2003  | Reversal of Fortune           | Han Ji Young         |               |
| 2004  | 100 Days with Mr. Arrogant    | Kang Ha Young        |               |
| 2004  | Love, So Divine               | Yang Bong Hie        |               |
| 2005  | All for Love                  | Cameo                |               |
| 2005  | Daddy-Long-Legs               | Cha Young Mi         |               |
| 2005  | Duelist                       | Detective Namsoon    | [ 11 ]        |
| 2007  | Miracle on 1st Street         | Myung Ran            |               |
| 2007  | Sex Is Zero 2                 | Eun Hyo (Cameo)      |               |
| 2008  | BA:BO                         | Ji Ho                |               |
| 2008  | His Last Gift                 | Hye Young (Cameo)    |               |
| 2009  | Tidal Wave                    | Kang Yeon Hee        |               |
| 2009  | Closer to Heaven              | Lee Ji Soo           |               |
| 2011  | Sector 7                      | Cha Hae Joon         |               |
| 2012  | As One                        | Hyun Jung-hwa        | [ 6 ]         |
| 2014  | The Huntresses                | Jin ok               | [ 12 ]        |
| 2015  | Chronicle of a Blood Merchant | Heo Ok Ran           | [ 13 ]        |
| 2016  | Life Risking Romance          | Jane Han             | [ 14 ] [ 15 ] |
| 2017  | Manhunt                       | Rain                 | [ 16 ]        |
| 2020  | Pawn                          | Seung-yi (de adulta) | [ 17 ] [ 18 ] |
| prog. | Bigwang                       | Nam-mi               | [ 19 ]        |

### Series de televisión
| Año         | Título                                            | Papel                          | Canal    | Ref.          |
| ----------- | ------------------------------------------------- | ------------------------------ | -------- | ------------- |
| 1996        | New Generation Report: Adults Don't Understand Us | Estudiante                     | KBS 2TV  |               |
| 1998        | Lágrimas del dragón                               | Na In                          | KBS 2TV  |               |
| 1999        | Dangerous Lullaby                                 | Young-eun                      | KBS 2TV  |               |
| 1999        | School 2                                          | Jang Se-jin                    | KBS 2TV  |               |
| 2000        | Secret                                            | Lee Ji-eun                     | MBC      |               |
| 2001        | Life is Beautiful                                 | Yoo Hee-jung                   | KBS 2TV  |               |
| 2002        | Sunshine Hunting                                  | Park Tae-kyong                 | KBS 2TV  |               |
| 2003        | Damo                                              | Jang Chae-ok (Jang Jae-hee)    | MBC      |               |
| 2004        | What Happened in Bali                             | Lee Soo-jung                   | SBS      |               |
| 2005        | Fashion 70's                                      | Cameo                          | SBS      |               |
| 2006        | Hwang Jini                                        | Hwang Jin-yi                   | KBS      |               |
| 2010        | Jardín secreto                                    | Kil Ra-im                      | SBS      |               |
| 2012        | The King 2 Hearts                                 | Kim Hang-ah                    | MBC      |               |
| 2013-2014   | Empress Ki                                        | Emperatriz Ki / Ki Seung-nyang | MBC      |               |
| 2015        | The Time We Were Not in Love                      | Oh Ha-na                       | SBS      |               |
| 2017        | Hospital Ship                                     | Song Eun-jae                   | MBC      |               |
| 2019 - 2020 | Chocolate                                         | Moon Cha-young                 | JTBC     |               |
| 2021        | Drama World 2                                     | Ji-won                         | Lifetime | [ 20 ]        |
| 2022        | Curtain Call                                      | Se-yeon                        | KBS 2TV  | [ 21 ] [ 22 ] |

### Conducción
- 2020: 2020 The Fact Music Awards - (presentador de categoría)[23]
- 2002 - 2003: TV Entertainment Tonight

### Aparición en videos musicales
| Año  | Canción                     | Artista       |
| ---- | --------------------------- | ------------- |
| 2000 | «Mother's Diary»            | Wax           |
| 2000 | «Fast Mover»                | Wax           |
| 2001 | «Tears»                     | Luey          |
| 2003 | «Oppa»                      | Wax           |
| 2004 | «A Black and White Picture» | KCM           |
| 2005 | «Flower»                    | Lee Soo Young |
| 2008 | «Love Story»                | Rain          |
| 2015 | «Daddy»                     | PSY           |

### Programas de variedades
| Año  | Título                                       | Nota                                | Canal   |
| ---- | -------------------------------------------- | ----------------------------------- | ------- |
| 2004 | Yashimmanman                                 | Invitada con Kwon Sang Woo (Ep. 71) | SBS     |
| 2004 | Real Romance Love Letter Season 1            | Invitada (Ep. 7)                    | SBS     |
| 2009 | Golden Fishery – Knee Drop Gurú              | Invitada                            | MBC     |
| 2009 | Family Outing                                | Invitada (Ep. 68-69)                | SBS     |
| 2012 | Running Man                                  | Invitada (Ep. 86)                   | SBS     |
| 2012 | Guerilla Date                                | Invitada                            | KBS     |
| 2013 | Thank You                                    | Invitada (Ep. 9-10)                 | SBS     |
| 2015 | Invisible Man                                | Invitada (Ep. 1)                    | KBS     |
| 2015 | Guerilla Date                                | Invitada                            | KBS     |
| 2015 | Go Go with Sister                            | Presentadora                        | OnStyle |
| 2015 | Stargram                                     | Invitada (Ep. 1)                    | SBS     |
| 2017 | Life Bar                                     | Invitada - Ep. #3                   | tvN     |
| 2021 | Saturday Night Live Korea (SNL Korea Reboot) | Presentadora                        | [ 24 ]  |

### Campañas y anuncios
| Año         | Marca / Campaña        | Notas                 |
| ----------- | ---------------------- | --------------------- |
| 2014 - 2015 | "North Cape outerwear" | junto a Ji Chang Wook |

### Revistas / sesiones fotográficas
| Año  | Título            | Notas                            |
| ---- | ----------------- | -------------------------------- |
| 2015 | High Cut Magazine | (vol. 142) - junto a Ha Jung-woo |
| 2015 | Cine21's Magazine | (no. 987) - junto a Ha Jung-woo  |

## Libros
- 2012: "At This Moment" (Memorias)
- 2015: "Ha Ji-won's Secret" (Photo Book)

## Premios
| Año  | Premios           | Categoría                                        | Papel         | Resultado | Ref.          |
| ---- | ----------------- | ------------------------------------------------ | ------------- | --------- | ------------- |
| 2017 | Premios MBC Drama | Gran Premio (Daesang)                            | Hospital Ship | Nominada  |               |
| 2017 | Premios MBC Drama | Premio a la gran excelencia, actriz en miniserie | Hospital Ship | Ganadora  | [ 27 ]        |
| 2022 | Premios KBS Drama | Premio a la gran excelencia, actriz              | Curtain Call  | Ganadora  | [ 28 ] [ 29 ] |
| 2022 | Premios KBS Drama | Mejor pareja (con Kang Ha-neul)                  | Curtain Call  | Ganadores | [ 28 ] [ 29 ] |
| 2022 | Premios KBS Drama | Premio a la excelencia, actriz en miniserie      | Curtain Call  | Nominada  | [ 30 ]        |
| 2022 | Premios KBS Drama | Premio a la popularidad                          | Curtain Call  | Nominada  |               |

### 2013 MBC Drama Awards[31]
- Daesang/Grand Award
- Premio de la popularidad
- Premio Actriz (elegido por los TP)

### 2010 SBS Drama Awards
- Premio Mejor Excelencia - Actriz (Drama Especial) por Jardín secreto
- Premio Netizen Popularidad - Drama
- Premio Netizen Popularidad: con Hyun Bin
- Premio Mejor Pareja: con Hyun Bin
- Premio Estrella Top Ten

### 2007 32nd Golden Chest International TV Festival
- Mejor actriz: por Hwang Jin Yi

### 2006 KBS Performance Awards
- Gran premio Hwang Jin Yi
- Mejor pareja con Jang Geun Suk
- Premio concedido por los internautas

### 2004 40thBaekSang Awards
- Mejor actriz What Happened in Bali

### 2000 Blue Dragon Awards
- Mejor actriz secundaria por Ditto

### 2000 Grand Bell Award
- Mejor nueva actriz por Truth Game